# Мишенское (Белёвский район)
Мишенское — село в Белёвском районе Тульской области России. Население - 103 человека (2021).
В рамках административно-территориального устройства входит в Мишенский сельский округ Белёвского района, в рамках организации местного самоуправления включается в сельское поселение Левобережное.
Мишенское известно, главным образом, как родина Василия Жуковского, воспетая в элегии «Вечер» и многих других хрестоматийных стихотворениях. В начале XIX века имение Буниных перешло по наследству к племяннице поэта, Анне Юшковой.

## География
Село расположено на берегу реки Вырка. Расстояние до районного центра, города Белёв 6 км.

## Население
| 2002 | 2010 |
| ---- | ---- |
| 148  | ↘116 |

Гендерный состав
По данным Всероссийской переписи 2010 года численность населения села составляла 116 человек (46 мужчин и 70 женщин).

## Улицы
Уличная сеть села состоит из 5 улиц.

## История

### Усадьба Мишенское
История села второй половины XVII века связана с боярами Воейковыми. В 1662 году Мишенское принадлежало Ивану Прокофьевичу Воейкову, затем – дворянам Буниным. Основы усадебного строительства, вероятно, были заложены Иваном Андреевичем Буниным. В 1760–1780-х гг. владельцем усадьбы был его сын, богатый надворный советник, белёвский градоначальник и предводитель дворянства Белёвского уезда Афанасий Иванович Бунин, отец поэта В.А. Жуковского. При нем Мишенское было богатым поместьем, типичным «дворянским гнездом» с громадной усадьбой, оранжереями, садами, прудами и большим липовым парком. Центральная часть усадьбы – барский большой деревянный двухэтажный дом с двумя флигелями (в одном из них и родился В.А. Жуковский), парк и хозяйственная зона располагались на большом холме. Почти со всех сторон на усадьбу открывались великолепные виды, просматривались чудесные приокские пейзажи и окрестности Белёва, был слышен колокольный звон белёвских монастырей. На противоположном от усадьбы холме раскинулось само село Мишенское. Рядом с домом были два флигеля с крутыми кровлями и башенками- светёлками, различные службы, цветники, парк, сад, старинная деревянная церковь, пруды с рыбными сажалками и оранжереи, в которых росли и абрикосы и лимоны, шампиньоны и разные экзотические цветы, тенистая дубовая роща за парком, тянувшаяся по холмам до самой Васьковой горы. 

### Покровский храм
Одной из главных достопримечательностей села Мишенского, был каменный храм во имя Покрова Пресвятой Богородицы, построенный Афанасием Ивановичем Буниным в 1784 году. Храм одноэтажный, с окнами в два света, каменной колокольней. Внутренне убранство храма отличалось благолепием, роскошные хоры по фронтону отделаны золотом. В литературных источниках упоминается иконостас и иконами итальянской живописи. Одна из икон главного иконостаса – образ святителя Николая Чудотворца, по преданию, была написана Василием Андреевичем Жуковским. Помимо этого, в храме имелись Евагелие времени царя Михаила Фёдоровича (1625 г.) и старинный оловянный сосуд. Покровский храм не сохранился. На кладбище в фамильном склепе лежат под каменными саркофагами прах самого Афанасия Ивановича Бунина и дочери его Варвары Афанасьевны Юшковой, умершей в 29 лет в 1797 году. Тут же похоронена Анна Петровна Зонтаг, урожд. Юшкова, наследовавшая Мишенское после смерти А.И. Бунина и находятся  несколько каменных безымянных плит.
Сейчас в Мишенском проведены работы по восстановлению парка и сада.

## Достопримечательности
Памятный знак В.А. Жуковскому был установлен в 70-х гг. XX века на месте усадьбы А.И. Бунина, отца Жуковского. Здесь родился и вырос поэт. Памятный знак представляет собой стелу из коричневого мрамора с мемориальной доской с надписью: «В селе Мишенском 9/II 1783 г. родился и провел свои детские годы поэт В. А. Жуковский (1783–1852)». Авторы памятника - архитектор П.А. Шатохин,  скульптор А.И. Чернопятов.